# Nowospaśke (obwód zaporoski)
Nowospaśke (ukr. Новоспаське) – wieś na Ukrainie, w obwodzie zaporoskim, w rejonie melitopolskim, w hromadzie Nowowasyliwka. W 2001 liczyła 674 mieszkańców, spośród których 124 wskazało jako ojczysty język ukraiński, a 550 rosyjski.